# Pannarano
Pannarano község (comune) Olaszország Campania régiójában, Benevento megyében.

## Fekvése
A megye déli részén fekszik, 45 km-re északkeletre Nápolytól, 15 km-re délkeletre a megyeszékhelytől. Határai: Avella, Pietrastornina, Roccabascerana, San Martino Valle Caudina és Summonte.

## Története
A település első említése a 13. századból származik. A következő századokban nemesi birtok volt. A 19. században nyerte el önállóságát, amikor a Nápolyi Királyságban felszámolták a feudalizmust.

## Népessége
A népesség számának alakulása:

## Főbb látnivalói
- Santa Maria di Cannaville-templom
- San Nicola-templom
- San Giovanni Battista-templom